# Langang (köpinghuvudort i Kina, Heilongjiang Sheng, lat 44,26, long 129,41)
Langang (kinesiska: 兰岗, 兰岗镇) är en köpinghuvudort i Kina. Den ligger i provinsen Heilongjiang, i den nordöstra delen av landet, omkring 270 kilometer sydost om provinshuvudstaden Harbin. Antalet invånare är 14 756. Befolkningen består av 7 391 kvinnor och 7 365 män. Barn under 15 år utgör 12,0 %, vuxna 15-64 år 79 %, och äldre över 65 år 7,0 %.
Runt Langang är det ganska tätbefolkat, med 56 invånare per kvadratkilometer. Närmaste större samhälle är Ning'an, 10,1 km nordost om Langang. Trakten runt Langang består till största delen av jordbruksmark.
Genomsnittlig årsnederbörd är 877 millimeter. Den regnigaste månaden är juli, med i genomsnitt 201 mm nederbörd, och den torraste är januari, med 5 mm nederbörd.